# Berkenzwam
De berkenzwam of berkendoder (Fomitopsis betulina) is een schimmel uit de familie Fomitopsidaceae.
De zwam is een zwakteparasiet met een eenjarig vruchtlichaam, hoewel de vruchtlichamen intact kunnen overwinteren. Hij komt uitsluitend voor op afgestorven delen van staande of omgevallen berkenbomen. Een aangetaste boom zal doodgaan door de schimmel. Op een dode boom kunnen nog vele jaren vruchtlichamen ontstaan.
De schimmel veroorzaakt bruinrot (afbraak van cellulose en hemicellulose) in het gezonde hout van de boom. Hierdoor kan de aangetaste boom wel rechtop blijven staan terwijl de zijtakken onverwacht eerder af kunnen vallen.
De vruchtlichamen van de berkenzwam kunnen in alle seizoenen van het jaar verschijnen. Droge periodes remmen de vorming van nieuwe zwammen sterk af. Het groeiproces van een vruchtlichaam neemt drie tot zes weken in beslag. De volgroeide zwam kan daarna nog vier tot twaalf maanden uit de boom blijven steken. De afbraak van het vruchtlichaam is sterk afhankelijk van weersomstandigheden. Kevers, waaronder larven van boomzwamkevers, en andere schimmels die zich met de zwam voeden, spelen hierbij een belangrijke rol. De poederige kussentjeszwam komt algemeen in Nederland voor en groeit vooral oude vruchtlichamen van polyporen waaronder op de buisjeslaag van de berkenzwam.

## Wetenschappelijke naamgeving
Taxonomen hebben de berkenzwam door de eeuwen heen verhuisd tussen geslachten.
De soort werd in 1788 als Boletus betulinus wetenschappelijk gepubliceerd door Jean Baptiste François Bulliard. In 1815 plaatste Elias Magnus Fries de soort in het geslacht Polyporus en in 1881 plaatste Petter Adolf Karsten deze in Piptoporus. Daar was hij de typesoort, en onder de naam Piptoporus betulinus komt hij vooral voor in de literatuur van de twintigste eeuw. Op basis van moleculair fylogenetisch onderzoek werd de soort in 2016 in het geslacht Fomitopsis geplaatst.

## Kenmerken

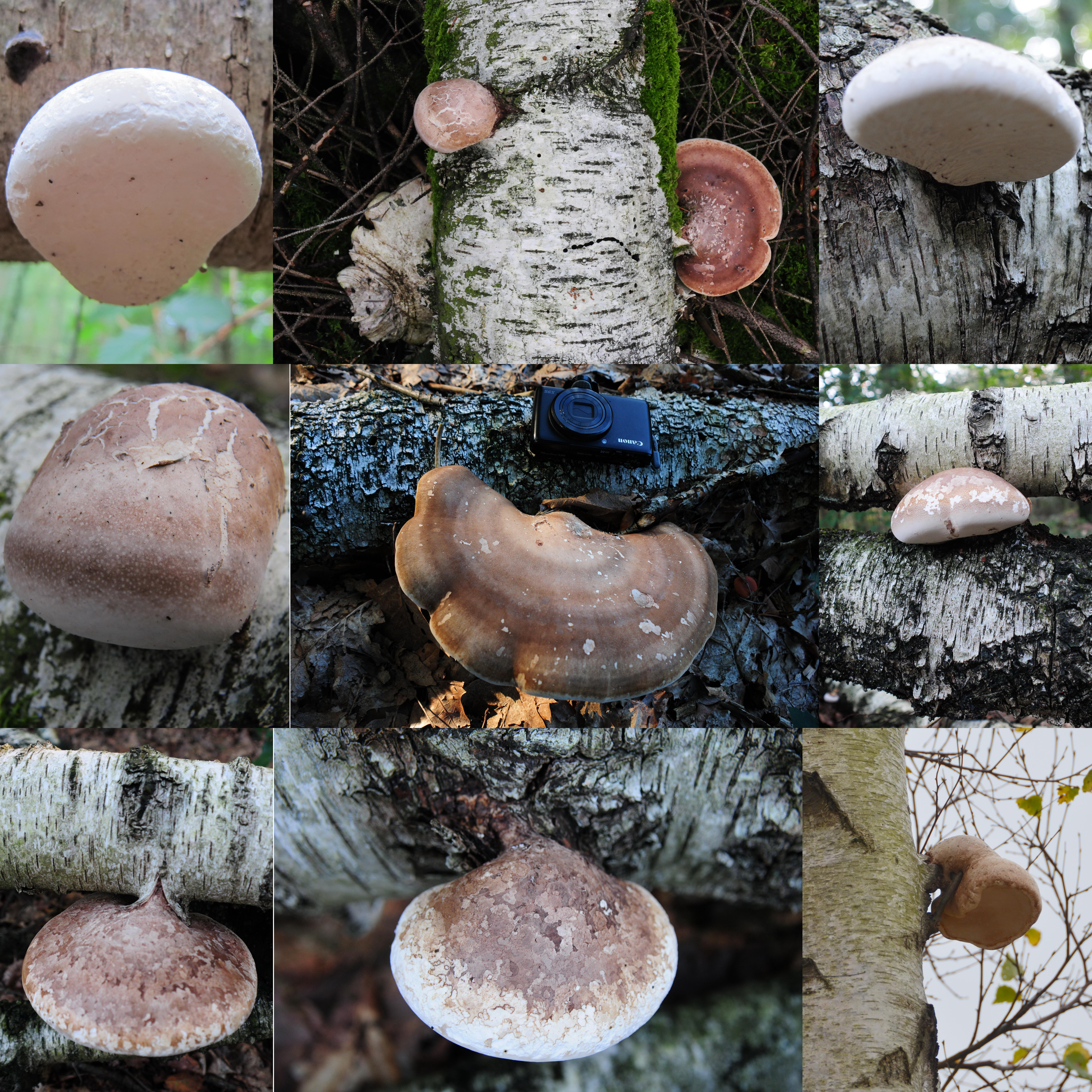
Variaties in kleur en afmeting van de berkenzwam

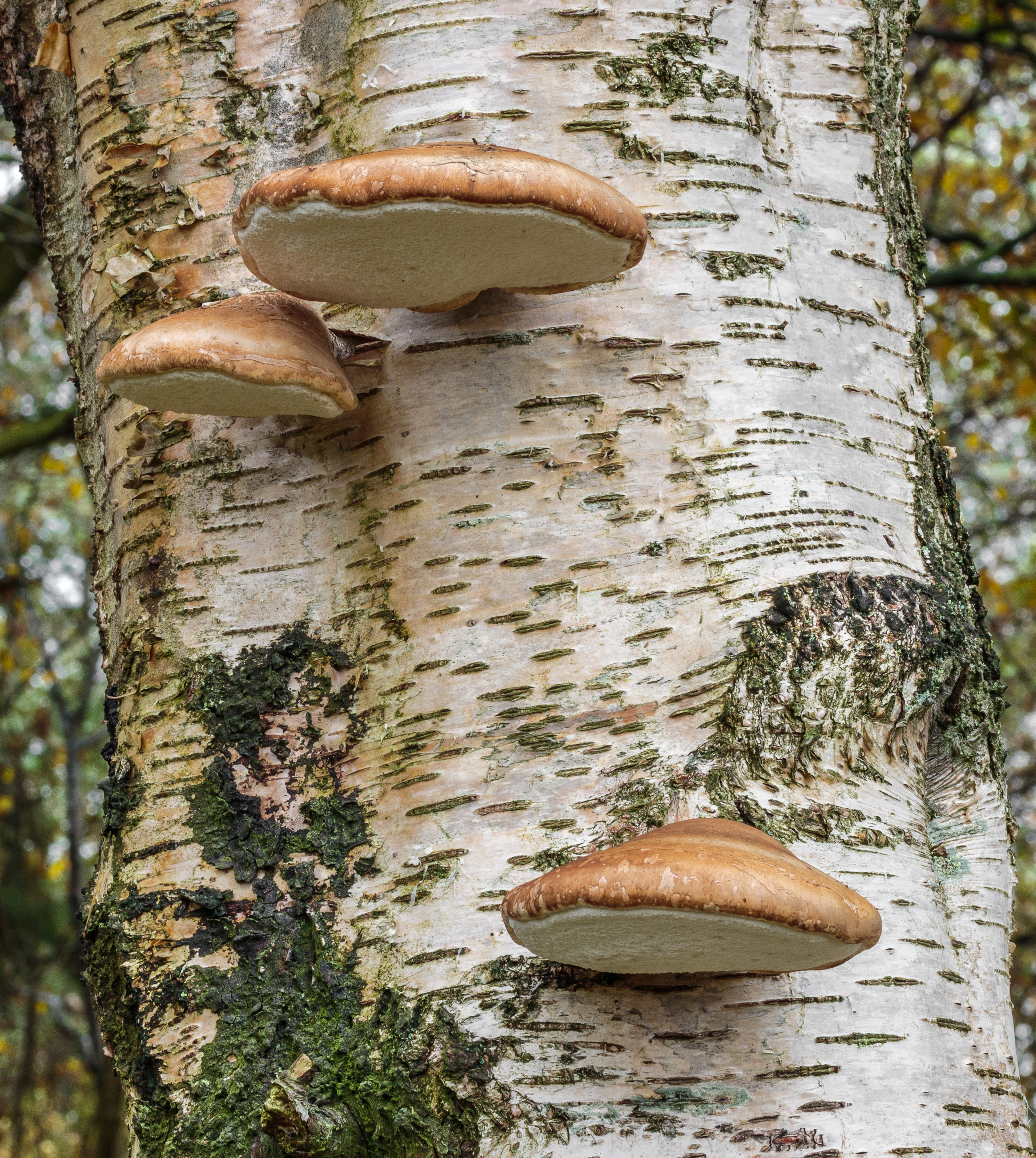
Drie jonge zwammen op een oude berk

De berkenzwam breekt door de schors van de berk als een tot vijf centimeter grote, grauwwit gekleurde knol. Daarna wordt het vruchtlichaam kussenvormig en vormt zich aan de onderzijde de buisjeslaag. De aanhechting aan de boom is smal, wat minder dik dan de zwam, en daardoor enigszins steelvormig. De vruchtlichamen kunnen sterk in dimensies verschillen. De breedte varieert van 10 tot 30 cm en de dikte van 3 tot 6 cm. De breedte en de dikte variëren gezamenlijk verhoudingsgewijs. Bij grote exemplaren kan de hoed zeer variabele uitstulpingen vertonen tijdens het uitgroeien. De sporen zijn 3 tot 6 bij 1,5 tot 2 micrometer groot. Ze zijn superlicht, zodat ze zich wereldwijd kunnen verspreiden.
Door de enigszins zure geur van betulinezuur kan een berkenzwam bijna niet verward worden met andere zwammen, hooguit met Buglossoporus pulvinus die in België en Nederland niet voorkomt, en zeer zeldzaam is in de rest van Europa. Als eetbare paddenstoel heeft de soort geen enkele betekenis. De smaak is bitter en bij volgroeide zwammen ongenietbaar. Zeer jonge vruchtlichamen die net door de boombast breken zijn verteerbaar zonder nadelige gevolgen.
Het vruchtvlees van de zwam bestaat uit de huid van de hoed, de trama en de buisjeslaag. Bij de overgang naar de buisjeslaag aan de onderzijde van de zwam krult de hoed enigszins naar binnen.

### Hoedhuid
De hoedhuid zorgt voor afscherming van regenwater tijdens het groeiproces en is erg belangrijk voor de berkenzwam. De kleur varieert van roestbruin tot grijsachtig. De hoedhuid bladdert gemakkelijk af en is vaak gescheurd.

### Trama
Trama bestaat uit de niet sporulerende hyfendraden van de schimmel. Bij de berkenzwam is de tramalaag bijzonder dik (2–10 cm). De kleur van het materiaal is wit. De vorming vindt plaats in twee fasen. Bij een jonge zwam bestaat het uit zeer zachte hyfen van 16 micrometer dik; deze worden later vervangen door dunne en taaie exemplaren van 2 tot 3 micrometer, die tot een sterke compacte massa vergroeien.
Het soortelijk gewicht van trama in kamerdroge toestand is variabel (0,1 – 0,37 × 103 kg/m3). De sterkte van het zware materiaal (0,37) is groter dan van vederlicht materiaal (0,1).

### Buisjeslaag
De buisjeslaag, waarin de sporen worden gevormd, groeit aan de onderzijde van de zwam. Het enigszins gekromde oppervlak met buisjes is crème-wit van kleur in het eerste stadium, en wordt bij verouderen donkerder. De buisjes zijn met een inwendige diameter van 0,1 tot 0,3 millimeter zeer dun. De einden zijn als gaatjes te zien aan de onderkant. Ze zijn zeer talrijk, met 7 tot 10 gaatjes per mm2 in boomverse toestand. Een grote zwam kan wel 600.000 gaatjes tellen. De buisjes bereiken hun maximale lengte na enkele weken.

## Verspreiding
De berkenzwam komt binnen en buiten bossen voor en is het hele jaar door te vinden op dode of levende oude berken. De superlichte sporen kunnen zich verspreiden door de stratosfeer, zodat de zwam overal kan verschijnen waar berkenbomen staan, hoofdzakelijk in de koudere klimaatzones dus. Een boom kan zich verdedigen tegen parasitaire schimmels, maar de schimmel zal de strijd vaak winnen bij moeilijke groeiomstandigheden voor de berk, zoals in moerassen of op beschaduwde plaatsen zoals stadsparken. Grote arealen kunnen zo verdwijnen.

## Afbeeldingen

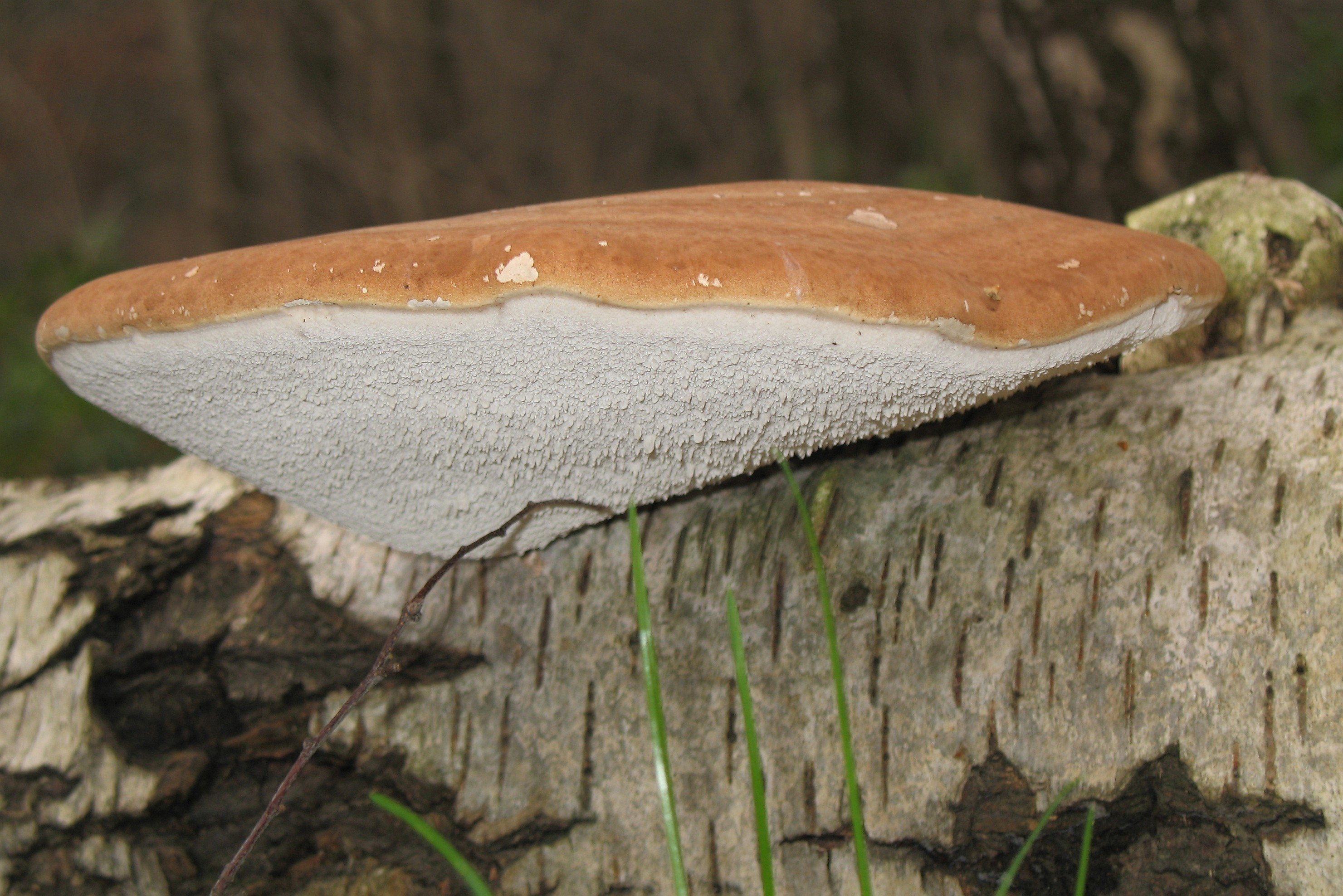
Berkenzwam op dood hout
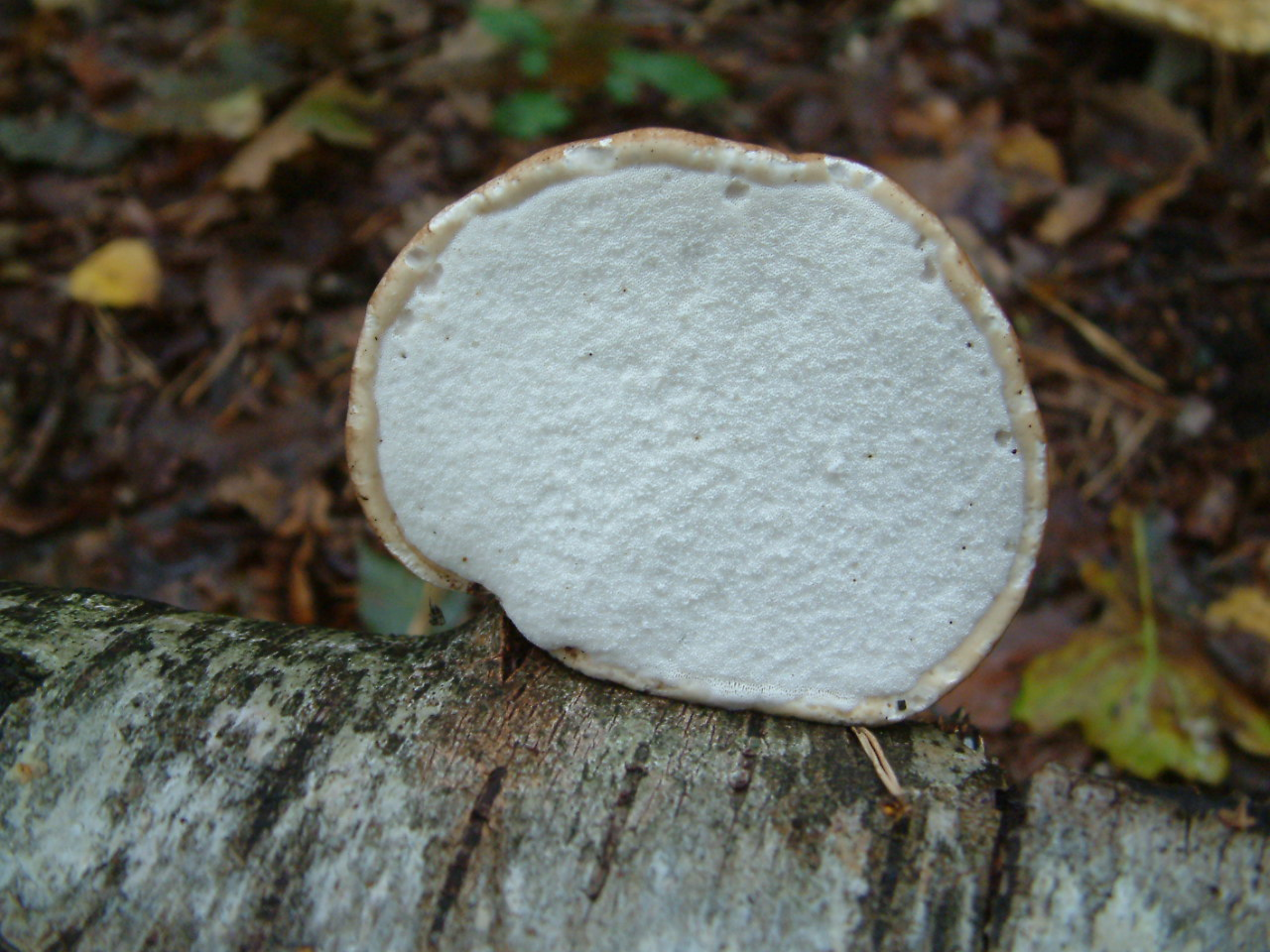
Buisjes aan onderzijde van de zwam
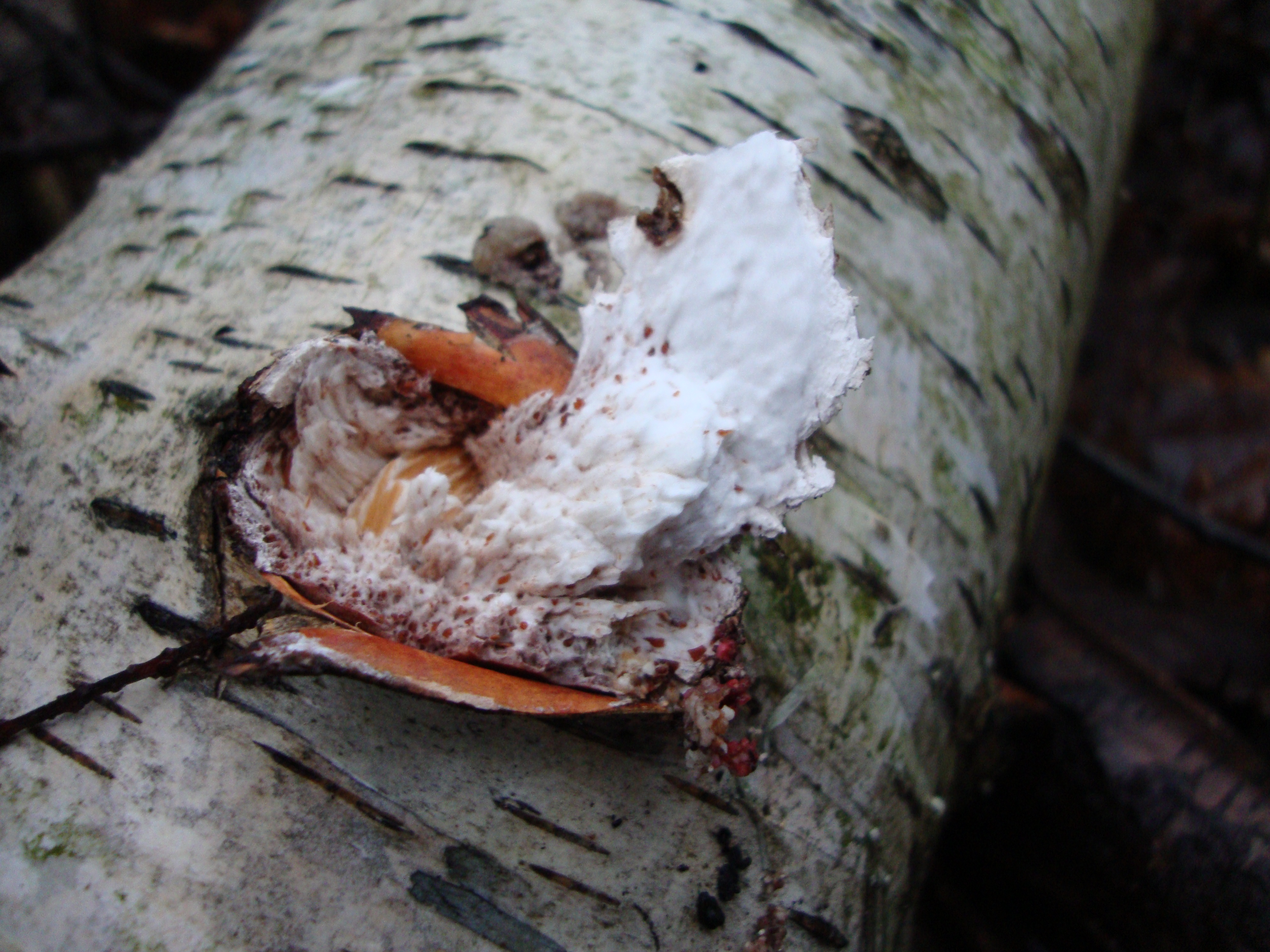
Aanhechtplaats op dode berk
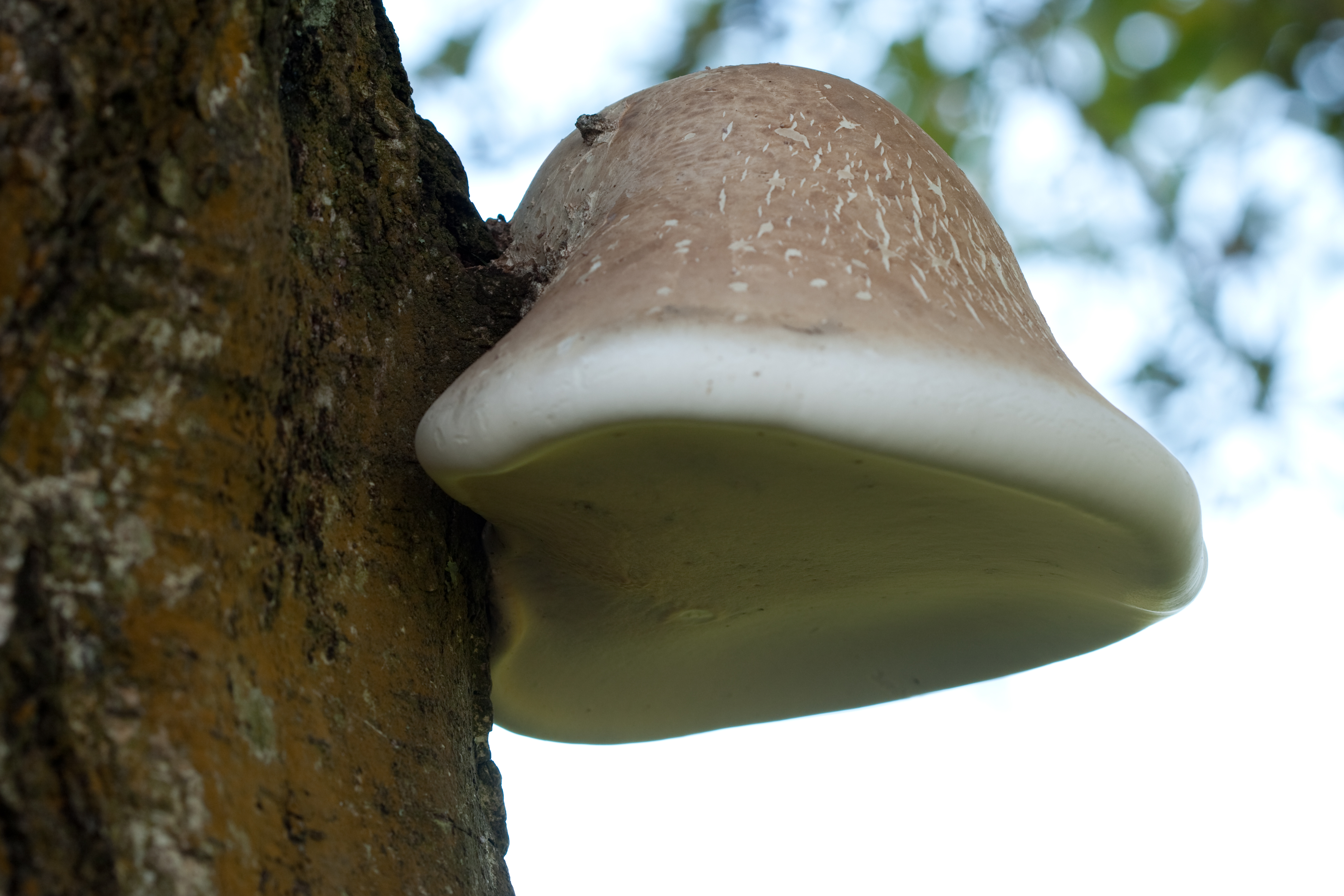
Afbladderende hoedhuid
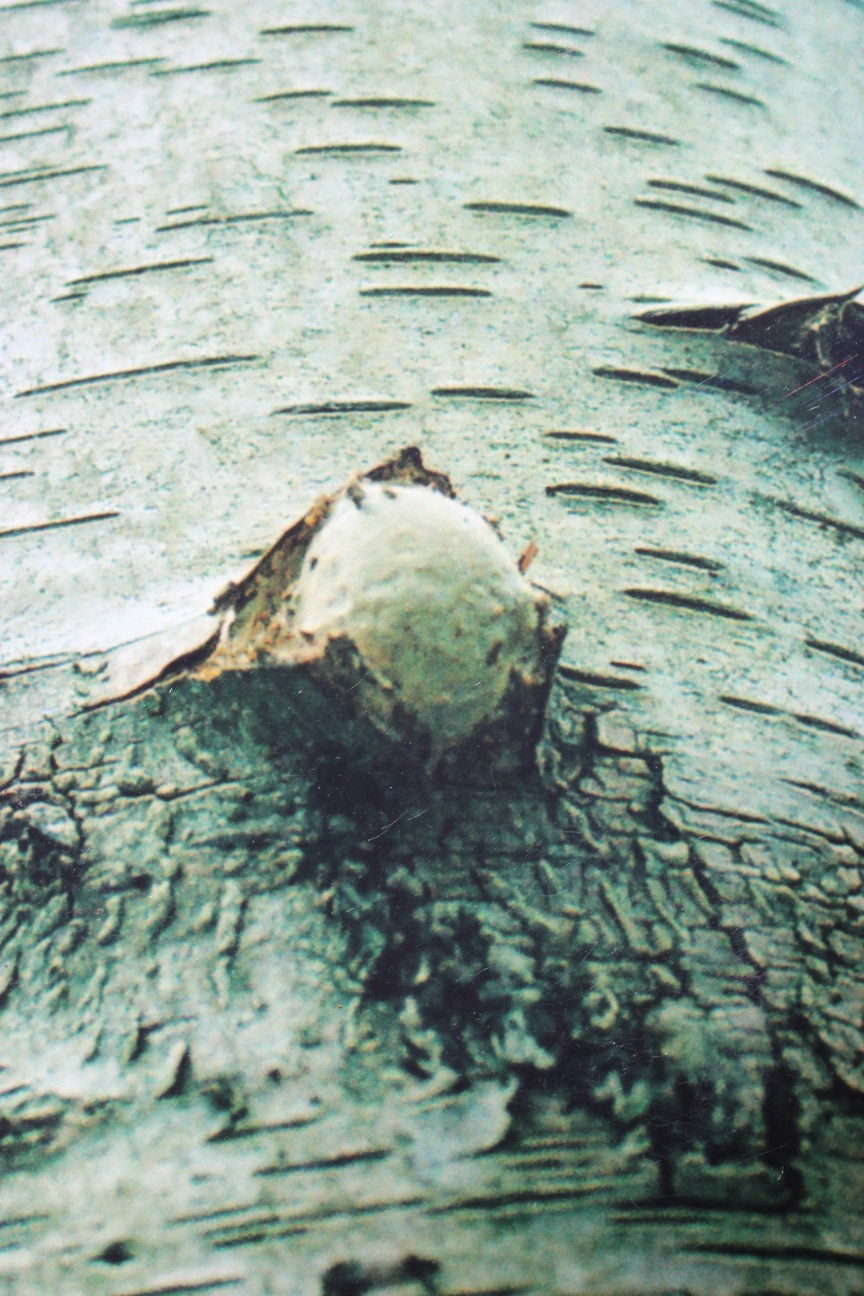
Doorbraak van de bast door een jonge berkenzwam
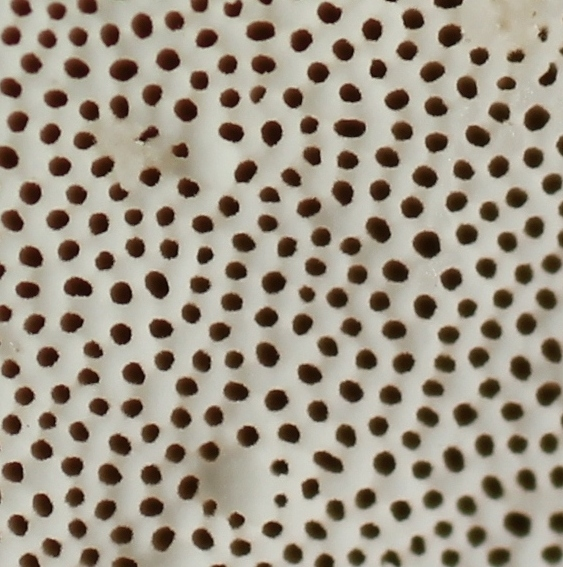
Berkenzwam juveniel boomvers 5×5 mm; 10 gaatjes per mm2
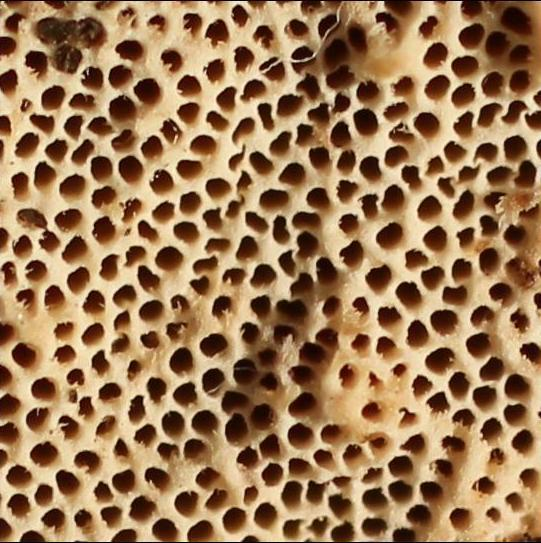
Berkenzwam oud gedroogd 5×5 mm; 12 gaatjes per mm2

## Gebruik
Entomologen gebruikten vroeger blokjes trama (onder de naam polyporus) om insecten op te prikken. Op ijzeren naalden veroorzaakt het poreuze trama echter corrosie. Met de komst van moderne kunststoffen is dit gebruik verdwenen. Droog trama ontstaat in de natuur of als verse zwammen binnenshuis bewaard worden. Tijdens het drogen krimpt het materiaal sterk. Het droge trama is niet te snijden met een mes. Een fijne ijzerzaag voldoet voor een grove voorbewerking. Met een scalpel of scheermesje kunnen dunne plakjes afgesneden worden die vervolgens met schuurpapier van een fluweelzacht oppervlak kunnen worden voorzien. Het materiaal kan bij herhaling droog en nat worden zonder sterkte te verliezen. In de natte toestand worden de dunne hyfendraden weer zacht en is snijden met een scherp voorwerp mogelijk.
Overige toepassingen:
- De Engelse mycoloog Cartwright gebruikte een dikke berkenzwam als vloeiblok.[12] Het droge trama slorpt veel water op.
- Bewerking van metalen voorwerpen. Zo werden scheermessen geslepen[13] en horloges gepolijst met trama dat gevuld was met schuurmiddelen.
- De berkenzwam is ongeschikt voor het opstarten van vuur met de tondeldoos.[13] Wel leent hij zich goed voor het vasthouden van vuur om het naderhand weer aan te blazen.
- De berkenzwam bevat stoffen die mogelijk werken tegen dikkedarmkanker.[14]
- Gebruiksvoorwerpen met trama bestaan reeds millennia: de ruim 5000 jaar oude mummie Ötzi droeg twee ringachtige stukjes trama bij zich, die verbonden waren met leertjes.[15]
- De buisjeslaag van de berkenzwam kan in zijn geheel gescheiden worden van vochtig trama. De losse buisjeslaag is dan flexibel en neemt veel water op waardoor het gebruik als spons mogelijk is.
- Imkers bedwelmen honingbijen met smeulend trama in de imkerspijp.[16]